# Kněhyňská jeskyně
Kněhyňská jeskyně je přírodní památka poblíž obce Čeladná v okrese Frýdek-Místek. Chráněné území je v péči AOPK ČR – Správy Chráněné krajinné oblasti Beskydy.

## Předmět ochrany
Předmětem ochrany je podzemní systém pseudokrasových jeskyní a jejich ekologických funkcí. Objekt je významným geomorfologickým útvarem, dokládajícím vývoj pískovcových flyšových formací a dále ojedinělou zoologickou lokalitou s koloniemi ohrožených druhů netopýrů.

## Fauna
V jeskyni pravidelně zimuje početná kolonie netopýra velkého (Myotis myotis). Z dalších zástupců netopýrů obývající Česko se zde nepravidelně vyskytuje netopýr brvitý (Myotis emarginatus), netopýr severní (Eptesicus nilssoni), netopýr vodní (Myotis doubentoni), netopýr vousatý (Myotis mystacinus), netopýr řasnatý (Myotis nattereri), netopýr ušatý (Plecotus auritus) a vrápenec malý (Rhinolophus hipposideros).